# Arrondissement de Reinickendorf
Pour les articles homonymes, voir Reinickendorf.
Reinickendorf [ˈʀaɪ̯nɪkn̩ˌdɔʁf]  est le 12e arrondissement administratif (Bezirk) de la ville de Berlin. Situé au nord de la ville et limitrophe de l'arrondissement de Haute-Havel du Land de Brandebourg.
L'arrondissement à une superficie de 89,48 km2 pour une population de 261 919 hab. (au 01/01/2017), soit une densité de 2 927 hab km2.
Reinickendorf est jumelée avec la ville d'Antony.

## Historique

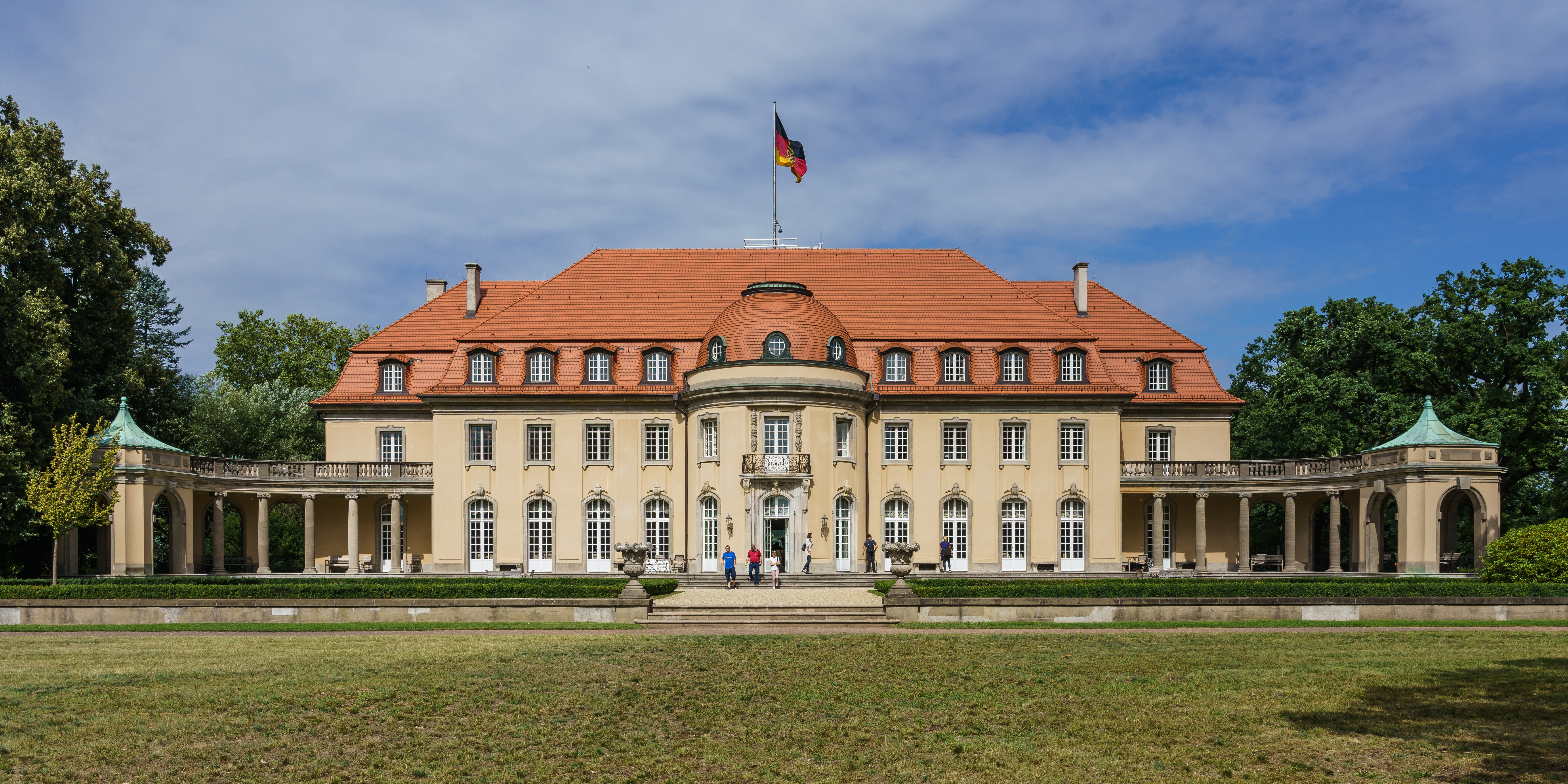
La villa Reiherwerder à Reinickendorf.

La plupart des villages qui composent aujourd'hui l'arrondissement sont déjà mentionnés depuis le Moyen Âge : Reinickendorf, Tegel, Borsigwalde, Konradshöhe, Tegelort, Heiligensee, Frohnau, Hermsdorf, Waidmannslust, Lübars, Wittenau. Or ce n'est que depuis la réforme territoriale de 1920 (formation du Grand-Berlin) qu'ils ont été intégrés à la ville, et constitués en district.
Dès 1898, la société Borsig y installe son siège social.
Le 3 juillet 1945, après la fin de la Seconde Guerre mondiale, les troupes alliés firent leur entrée dans Berlin. Alors qu'aucun secteur précis n'avait été affecté aux unités françaises, des éléments précurseurs de la 1re armée (800 soldats et 60 officiers), furent autorisés par les autorités britanniques d'occupation à stationner temporairement à Schulzendorf (de), dans le quartier de Heiligensee. Le 12 août 1945, le district est officiellement attribué au secteur d'occupation français de Berlin-Ouest et le restera jusqu'à la réunification de l'Allemagne. C'est pendant cette période que la cité nouvelle du Märkisches Viertel a été créée en 1963.
La réforme de 2001, transforme l'ancien district en un nouvel arrondissement, sans que ses limites territoriales ne soient modifiées.

## Caractéristiques et particularités
C'est un des quartiers les plus boisés de Berlin. Traversé par la Havel, s'y trouve également un des plus grands lacs
de Berlin : le lac de Tegel (408 hectares). Le quartier a gardé son caractère résidentiel malgré la construction du quartier nouveau « Märkisches Viertel » dans les années 1970.
L'aéroport de Berlin-Tegel « Otto Lilienthal », fermé en 2020, y est situé.

## Les quartiers
Depuis la réforme de 2001, Reinickendorf est divisé en 11 quartiers (Ortsteil):
| Quartier                        | Superficie (km2) | Population (01/2017) | Densité (hab/km2) | Carte                         |
| ------------------------------- | ---------------- | -------------------- | ----------------- | ----------------------------- |
| (1201) Reinickendorf            | 10,50            | 81 371               | 7 750             | District map of Reinickendorf |
| (1202) Tegel                    | 33,70            | 35 376               | 1 056             | District map of Reinickendorf |
| (1203) Konradshöhe              | 2,20             | 6 081                | 2 764             | District map of Reinickendorf |
| (1204) Heiligensee              | 10,70            | 18 043               | 1 686             | District map of Reinickendorf |
| (1205) Frohnau                  | 7,80             | 16 886               | 2 165             | District map of Reinickendorf |
| (1206) Hermsdorf                | 6,10             | 16 532               | 2 710             | District map of Reinickendorf |
| (1207) Waidmannslust            | 2,30             | 10 853               | 4 719             | District map of Reinickendorf |
| (1208) Lübars                   | 5,00             | 5 120                | 1 024             | District map of Reinickendorf |
| (1209) Wittenau                 | 5,9              | 25 113               | 4 278             | District map of Reinickendorf |
| (1210) Märkisches Viertel       | 3,20             | 39 706               | 12 408            | District map of Reinickendorf |
| (1211) Borsigwalde              | 2,0              | 6 638                | 3 270             | District map of Reinickendorf |
| Arrondissement de Reinickendorf | 89,48            | 261 919              | 2 927             | District map of Reinickendorf |

## À voir
Le château « Humboldt » à Tegel ayant appartenu aux frères Wilhelm von Humboldt (ministre prussien de l'Éducation) et Alexander von Humboldt (humaniste et explorateur).

## Politique

Les 55 délégués élus pour la période 2016-2021 et leurs couleurs partisanes respectives :
CDU 21
SPD 13
AfD 8
Grünen 6
FDP 4
Die Linke 3

Le conseils d'arrondissement sont nommés par 55 délégués bénévoles élus pour cinq ans. La dernière élection a eu lieu le 18 septembre 2016, en parallèle des élections législatives.
Depuis 1981, l'arrondissement est plutôt marqué à droite. Le parti conservateur des Chrétiens-Démocrates a obtenu la majorité à l'assemblée dès 1981. Ils ont obtenu la majorité absolue en 1985 et en 1999 avec 56,5 % des votants.
Depuis la création de l'arrondissement en 2001, les maires sont :
- 2001–2009 Marlies Wanjura (CDU)
- depuis 2009 Frank Balzer (CDU)

## Jumelages
| Ville | Ville                      | Pays | Pays        |
| ----- | -------------------------- | ---- | ----------- |
|       | Antony                     |      | France      |
|       | borough royal de Greenwich |      | Royaume-Uni |
|       | Dénia                      |      | Espagne     |
|       | Kiev                       |      | Ukraine     |
|       | Kiryat-Ata                 |      | Israël      |
|       | Lichtenfels                |      | Allemagne   |
|       | Melle                      |      | Allemagne   |
|       | Minsk                      |      | Biélorussie |
|       | Międzyrzecz                |      | Pologne     |
|       | Saint-Pétersbourg          |      | Russie      |
|       | Sulęcin                    |      | Pologne     |
|       | Volgograd                  |      | Russie      |
|       | Washington                 |      | États-Unis  |
|       | Wrocław                    |      | Pologne     |